# Johann Adam Gottfried

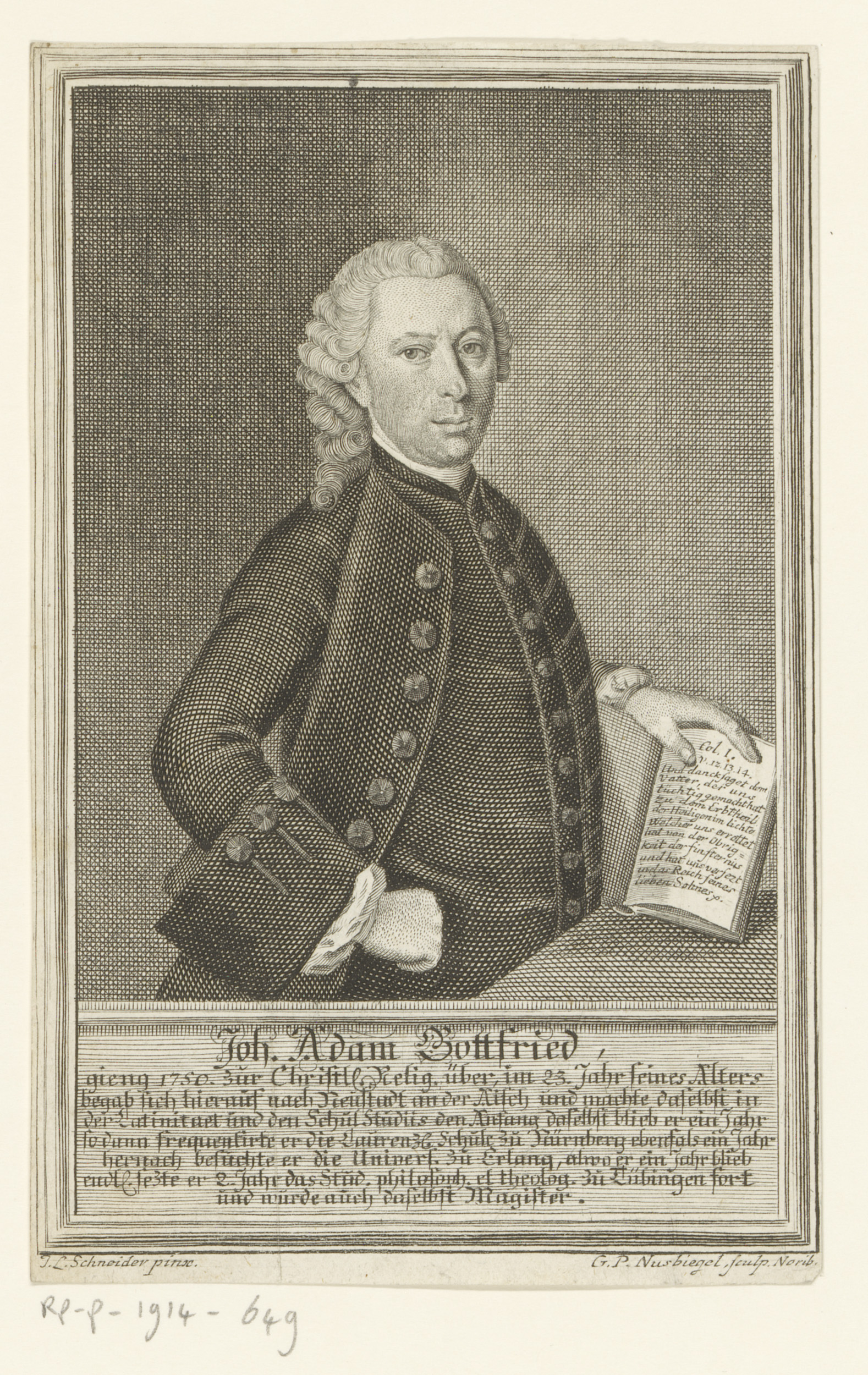
Johann Adam Gottfried

Johann Adam Gottfried (* 1726 in Altona; † 28. Juli 1773 in Ansbach) war nach seinem Übertritt vom Juden- zum Christentum ein deutscher evangelischer Geistlicher, Privatlehrer und Schriftsteller.

## Leben
Johann Adam Gottfried stammte von jüdischen Eltern ab. Er verlor seinen Vater bereits in seinem neunten Lebensjahr. Von seiner Mutter wurde er zu einem Verwandten nach London geschickt. Er sollte dort das Diamantschleifen lernen, doch interessierte er sich nicht für diese einförmige Beschäftigung. Daher wurde er nach zwei Jahren zu seiner Mutter zurückgeschickt, die sich hierauf mit ihm nach Eisenstadt zu Verwandten begab. Bei der Erlangung einer höheren Ausbildung war ihm der Gatte einer Schwester seines verstorbenen Vaters, der Rabbi Koppel Fränkel, behilflich, der ihn nach Fürth  bei Nürnberg zu sich nahm. Er studierte nun mehrere Jahre hauptsächlich Philosophie. Aber auch in den alten Sprachen erwarb er sich gründliche Kenntnisse. 1744 wurde er als Melamed (Präzeptor) bei der israelitischen Gemeinde zu Roth im Raum Ansbach angestellt. Ein gleiches Amt verwaltete er einige Jahre später in Sulzbach in der Oberpfalz.
Während seiner Tätigkeit in Sulzbach überlegte er, zum Christentum zu konvertieren. Durch fortgesetztes Studium des Alten und Neuen Testaments reifte diese Idee in ihm zu einem festen Entschluss. Er begab sich nach Erlangen, wo er zur lutherischen Kirche übertrat und am Himmelfahrtstag 1750 feierlich getauft wurde. Seine Empfindungen schilderte er in der 1759 in Lindau anonym herausgegebenen Schrift Rührungen eines jüdischen Proselyten in den ersten Augenblicken seiner Bekehrung. Hierher gehören auch seine Schriften Der trostlose Jude in der letzten Todesstunde (Tübingen 1753) und Der bußfertige Sünder (Basel 1759). Er begann auch mit Bekehrungsbemühungen anderer Juden zu der von ihm gewählten Konfession. Dazu diente u. a. die von ihm veröffentlichte Schriftmäßige Vorstellung und freundschaftliche Ermahnung an sämtliche Proselyten jetziger Zeit, aus Kolosser 1, 12-14. In Form einer geistlichen Rede vorgetragen (Ansbach 1759).
Nach seinem Übertritt zur evangelischen Kirche hatte Gottfried die Fürstenschule in Neustadt an der Aisch und später die St.-Lorenz-Schule in Nürnberg besucht. Er studierte hierauf ab 1753 Theologie in Erlangen. Seine dort begonnenen Studien setzte er in Tübingen fort, wo er nach zweijährigem Aufenthalt die philosophische Magisterwürde erlangte. Er erteilte dort einige Zeit Unterricht in der Analysi ebraica. Von Tübingen begab er sich nach Kupferzell und hierauf nach Eschenthal nahe Schwäbisch Hall. Dort gab er Privatunterricht im Lateinischen, Griechischen, Hebräischen und Französischen. Aus Schüchternheit, als Prediger zu wirken, lehnte er die Annahme einer ihm angetragenen Pfarrstelle ab. Er begab sich nach Ansbach, wo er sich seinen Lebensunterhalt weiterhin durch den Unterricht der alten und neueren Sprachen verdiente. Am 28. Juli 1773 starb er im Alter von etwa 46 Jahren in Ansbach.
Außer den bereits erwähnten Schriften verfasste Gottfried den Unterricht in der natürlichen, in der geoffenbarten und in der christlichen Religion (Sulzbach 1764; 2. Auflage, Nürnberg 1766). Seinen Übertritt zur lutherischen Konfession schilderte er im Wahrhaften Bericht von Gottfrieds sonderbarer Bekehrung vom Judentum zum Christentum und von seiner ferneren Führung seit seiner heiligen Taufe, die 1750 zu Christian in Erlangen geschah … (1771).

## Weitere Schriften
- Schnelle Bekehrung eines wider Jesum erbitterten Juden, 1771
- Welche Sünde der heutigen Christenheit mag wohl die wahre und einzige Ursache des jetzt hereinbrechenden Gerichte Gottes sein?, Frankfurt und Leipzig 1772
- Ein Karfreitags-Konfekt, 1772
- Sammlung aller derjenigen im gemeinen Leben notwendigen französischen Worte und Redensarten, welche in den Schriftstellern, teils sehr selten, teils gar nicht vorkommen, Schwabach 1773